# 예리밴드
예리밴드(Yery Band)는 대한민국의 록 밴드이다. 허스키하면서도 뛰어난 가창력을 선보이는 보컬 유예리, 네오 클래시컬 메탈 밴드 DMZ와 밴드 eMoticon으로 오랜기간 동안 보컬과 기타외에도 프로듀서쪽으로 도 많은 활동을 하고있는 리더,기타 한승오, 초기에는 베이스 김선재, 드럼 김하늘과 같이 혼성 4인조밴드였지만 두 멤버의 탈퇴 후 밴드 방울악단 출신의 베이스 이학인-베이스, 밴드 At a time 출신의 남궁혁-드럼을 맡고있다.

## 구성원
- 유예리 - 보컬
- 한승오 - 리더, 기타
- 이학인 - 베이스
- 남궁혁 - 드럼

## 음반

### 싱글
- 헤이! 스노우맨 (2009년 12월 10일)
- 로미오 마네킹 (2014년 2월 20일)

### 참여 앨범
- 더 헬로우 - 너란 사람 (2011년) : 1.너란 사람 feat.예리밴드

## 공연
- DMZ 레이블쇼 (2011년 11월 16일, KT&G 상상마당 라이브홀)
- DMZ 레이블쇼 전국투어 (2011년 11월 20일(광주 네버마인드), 27일(부산 인터플레이), 12월 3일(대구 헤비))
- 인디 뮤직 어워드 (2012년 1월 28일, 마포아트센터)
- 2012 슈퍼레이스 제4라운드 (2012년 7월 21일, 태백 레이싱 파크)
- 제 13회 부산국제록페스티벌 (2012년 8월 3일, 부산 삼락생태공원)
- 2012인천펜타포트음악축제 프린지페스티벌(2012년 8월 4일, 인천 월미도)
- KBS 부산총국 개국77주년 7080콘서트 (2012년 9월 15일(녹화)-2012년 9월 30일(방송), 부산광역시 수영만 요트경기장)
- 문화콘서트 난장 '수험생을 위한 미니 락페' (2012년 11월 13일, 광주 MBC 공개홀)
- DMZ 레이블쇼 (2012년 12월 6일, 홍대 상상마당 라이브홀)
- 탑밴드2 콘서트 (2012년 12월 15일 ~ 12월 16일, 올림픽공원 올림픽홀)
- 서울 라이브 뮤직 페스타 Vol.11 (2012년 12월 31일, 롤링홀)
- 롤링 18주년 기념 콘서트 Vol.04 (2013년 1월 13일, 롤링홀)
- 동교동 아트피플 (DMZ Family Concert) (2013년 3월 23일, UNIQLO-AX)
- KB국민카드 도시락(도시ROCK) 파티3 (2013년 7월 5일, 홍대 브이홀)
- 300회 기념 특별기획 이제는 K-rock이다 시나위트리뷰트 (2013년 7월 31일, 광주 MBC 공개홀)

## 경력
- 2011년 Mnet 슈퍼스타K 3 참가
- 2012년 KBS 2TV TOP밴드 2 참가